# George Ettienne Loyau
George Ettienne Loyau (ur. 15 kwietnia 1835 w Londynie, zm. 23 kwietnia 1898 w Bundaberg) – dziennikarz, poeta i pisarz.

## Życie i działalność
Syn George’a Ettienne Loyau i Catharine z d. Chanson. Jego ojciec zmarł w 1836 roku. Gdy Loyau uczęszczał do szkoły w Anglii, jego matka większość czasu zamieszkiwała w Europie. W wieku 15 lat podjął się pracy biurowej. W 1853 wypłynął z Gravesend na pokładzie statku „Investigator” i 4 sierpnia przybył do Sydney. Przez 7 lat podróżował po Nowej Południowej Walii, Queensland i Wiktorii, podejmując się prac jako poszukiwacz złota, pasterz, dozorca, magazynier, stajenny, kucharz, prywatny nauczyciel i korespondent prasowy.
W 1861 Loyau został redaktorem w Burnett Argus w Gayndah, ale po czterech miesiącach przeszedł do Maryborough Chronicle. W 1862 w Brisbane został reporterem parlamentarnym w Queensland Daily Guardian, a 5 maja poślubił Elizę Ann, z d. Sharpe. W 1865 przeniósł się do Sydney i przez 11 lat, między okresami bezrobocia, pracował dla czasopism lub podejmował się prac biurowych. Tu też 13 grudnia poślubił Paulinę, z d. Lynch. Opublikował też trzy niewielkie tomy poezji: „The Australian Seasons” i „Australian Wild Flowers” w 1871 oraz „Colonial Lyrics” w 1872. Po pół roku pracy jako redaktor „Gundagai Times” w 1876 przeniósł się do Melbourne, gdzie pracował jako licencjonowany pisarz i dziennikarz. W kwietniu 1877 przeprowadził się do Adelaide i w sierpniu zaczął wydawać „The Australian Family Herald: A Weekly Magazine of Interesting Literature”, ale zdołały się ukazać jedynie trzy wydania. W latach 1878–79 był redaktorem ”Bunyip” w Gawler, a w 1880-81 w Illustrated Adelaide News”. W Australii Południowej opublikował „The Gawler Handbook” (1880), „Representative Men of South Australia” i „The Personal Adventures of George E. Loyau” (1883) oraz „Notable South Australians” (1885). W 1877 redagował również „The South Australian Annual: Australian tales by well known writers”. W 1879 poślubił Eleanorę Ann, z d. Parker. W 1895 wrócił do Maryborough w Queensland, gdzie napisał „The History of Maryborough” (1897). Zmarł na udar mózgu w Bundaberg 23 kwietnia 1898. Miał sześcioro dzieci, córkę urodzoną 24 września 1876 w Melbourne, bliźniaczki ur. 6 lipca 1879 w Gawler: Lilly Eleanor (zm. 18 grudnia 1879) i Rose Juliet, synowie Augustus Edgar (ur. 16 sierpnia 1881 w Adelaide) i Eleanor Angas (ur. 21 maja 1883 w Adelaide – zm. 7 czerwca 1886), oraz córka Gertruda Isa Blanche (ur. 30 kwietnia 1887 w Adelaide).

## Twórczość
- The Queenslanders' New Colonial Camp Fire Song Book (ok. 1865)
- The Sydney Songster (1869)
- The Australian Seasons (1871)
- Australian Wild Flowers (1871)
- Colonial Lyrics (1872)
- The South Australian Annual: Tales by Well Known Writers (1877)
- ’’Handbook of Gawler’’ (1880)
- The Personal Adventures of George E. Loyau (1883)
- The Representative Men of South Australia (1883)
- Notable South Australians (1885)
- The History of Maryborough (1897)